# Kamilė Gogelienė

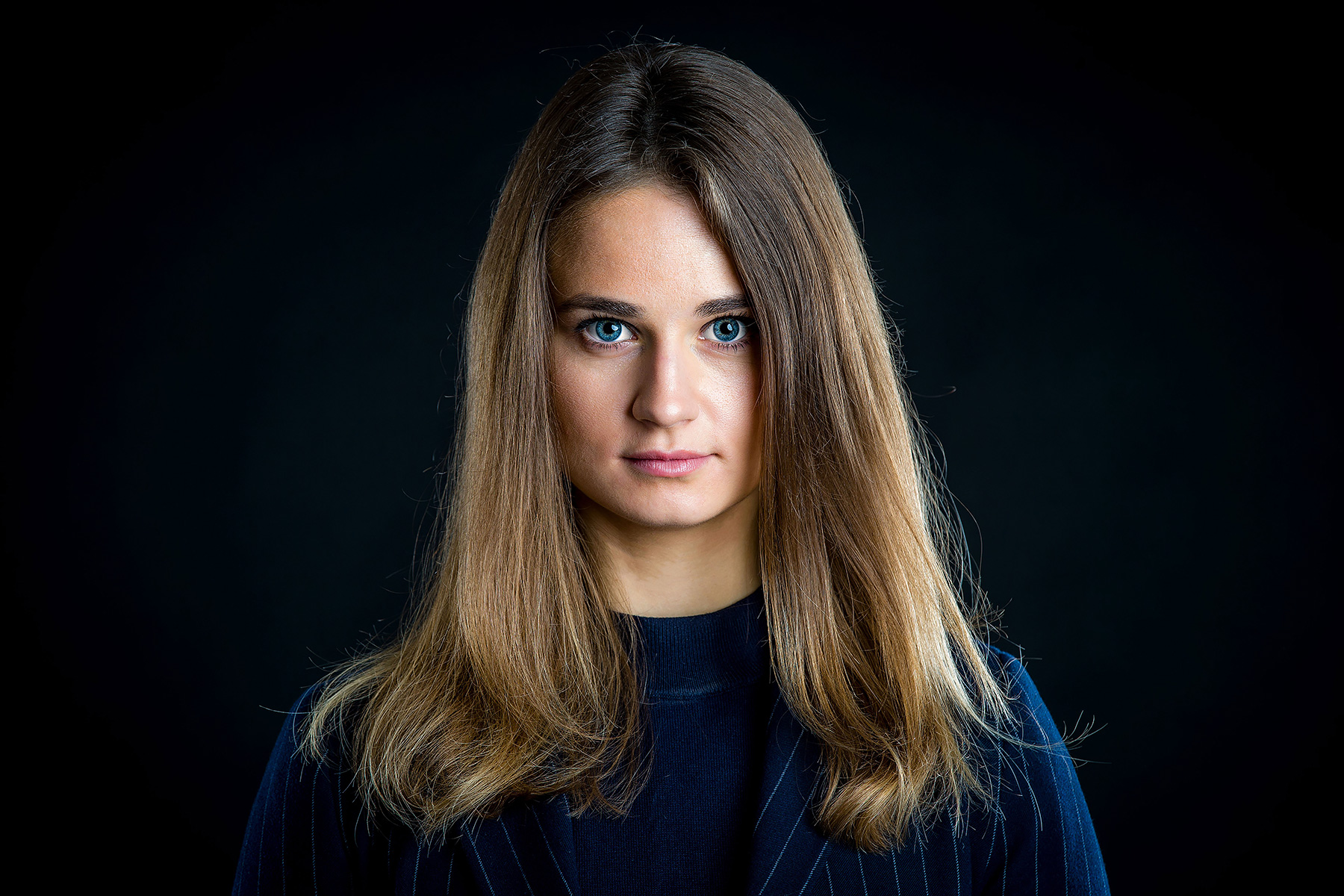
K. Gogelienė

Kamilė Gogelienė (geb. Šeraitė; * 18. Januar 1994 in Šiauliai) ist eine litauische konservative Politikerin; seit 2024 ist sie Vizeministerin der Verteidigung.

## Leben
Nach dem Abitur und International Baccalaureate 2012 am Didždvario-Gymnasium ihrer Heimatstadt absolvierte Kamilė Šeraitė von 2012 bis 2016 das Bachelorstudium der Politikwissenschaft und  2020 das Masterstudium Osteuropa- und Russland-Studies an der Universität Vilnius in der litauischen Hauptstadt Vilnius. Von 2012 bis 2020 war sie Mitglied des universitären Clubs für Tanz und Lieder. 2015 absolvierte sie das Berufspraktikum in der Seimas-Kanzlei und von 2016 bis 2021 war sie Gehilfin des Seimas-Mitglieds Laurynas Kasčiūnas. 2018 leitete sie als Direktorin das litauische Zentrum von Ronald Reagan.
Von 2019 bis 2023 war Kamilė Šeraitė Ratsmitglied der Stadtgemeinde Vilnius, Leiterin der Kommission der historischen Erinnerung. Von 2021 bis 2024 war sie Beraterin des Verteidigungsministers Arvydas Anušauskas und bis Juli 2024 Beraterin des Ministers Kasčiūnas im Verteidigungsministerium Litauens. Seit Juli 2024 ist sie Vizeministerin, Stellvertreterin von Kasčiūnas, der im Kabinett Šimonytė, geleitet von Ingrida Šimonytė, arbeitet.
Gogelienė war Gründerin des Clubs von International-Baccalaureate-Alumnis des Didžvario-Gymnasiums Šiauliai. Sie ist Mitglied der Partei TS-LKD und seit August 2023 Leiterin der Partei-Sektion Paneriai. Von 2017 bis 2019 war sie internationale Sekretärin von jungen christlichen Demokraten und Mitglied von Jaunieji krikščionys demokratai.
Gogelienė ist verheiratet und hat ein Kind.